# Doobsche Maximalungleichung
Die Doobsche Maximalungleichung ist eine der zentralen Ungleichungen in der Stochastik. Neben der Burkholder-Ungleichung ist sie eine der gängigsten Berechnungsmethoden für die (stochastische) Größenordnung von (stetigen) Martingalen. Sie ist nach Joseph L. Doob benannt und findet sich in der Literatur unter unterschiedlichen Namen (Doobsche {\displaystyle L^{p}}-Ungleichung, Doobsche Ungleichung(en), Doobsche Extremal-Ungleichungen, Maximale Ungleichung, Doobs Maximal-Ungleichung) wie auch in leicht unterschiedlichen Formulierungen, die sich durch die Anzahl der angegebenen Ungleichungen und die Voraussetzungen unterscheiden. Die Benennung als {\displaystyle L^{p}}-Ungleichung folgt aus der Verwendung der {\displaystyle L^{p}}-Norm, die Benennung als "Maximal", da das Supremum der ersten Glieder des Prozesses abgeschätzt wird. Es finden sich auch Unterschiede in der Notation, so werden entweder die {\displaystyle L^{p}}-Norm oder der Erwartungswert zur Formulierung verwendet.

## Diskrete Indexmenge
Sei {\displaystyle (X_{n})_{n\in \mathbb {N} }} ein stochastischer Prozess. Definiere
{\displaystyle X_{n}^{*}:=\sup\{X_{k}\,|\,k\leq n\}} und {\displaystyle |X|_{n}^{*}:=\sup\{|X_{k}|\,|\,k\leq n\}}
Ist {\displaystyle X} ein Submartingal, dann gilt für jedes {\displaystyle \lambda >0}
{\displaystyle \lambda P(X_{n}^{*}\geq \lambda )\leq \operatorname {E} (X_{n}\mathbf {1} _{\{X_{n}^{*}\geq \lambda \}})\leq \operatorname {E} (|X_{n}|\mathbf {1} _{\{X_{n}^{*}\geq \lambda \}})}.
Ist {\displaystyle X} ein Martingal oder ein positives Submartingal und ist {\displaystyle \lambda >0} sowie {\displaystyle p\geq 1}, so gilt
{\displaystyle \lambda ^{p}P(|X|_{n}^{*}\geq \lambda )\leq \operatorname {E} (|X_{n}|^{p})}.
Des Weiteren gilt für jedes {\displaystyle p>1} immer
{\displaystyle \operatorname {E} (|X_{n}|^{p})\leq \operatorname {E} \left(\left(|X|_{n}^{*}\right)^{p}\right)\leq \left({\frac {p}{p-1}}\right)^{p}\operatorname {E} (|X_{n}|^{p})}
In der Formulierung finden sich diverse Unterschiede. So zählen manche Autoren die erste Ungleichung nicht dazu, andere formulieren lediglich die erste und die zweite Ungleichung, und diese nur für positive Submartingale, zeigen nur einen Spezialfall für fixes {\displaystyle p}  oder nennen die erste Ungleichung Doobsche Extremal-Ungleichung und die zweite Doobsche {\displaystyle L^{p}}-Ungleichung.

## Stetige Indexmenge
Es sei {\displaystyle (M_{t})_{t\geq 0}\;} ein  Martingal oder nichtnegatives Submartingal und {\displaystyle p>1} und sei {\displaystyle (M_{t})} rechtsstetig. Dann gilt für alle {\displaystyle T>0}:
{\displaystyle \|\sup _{t\leq T}|M_{t}|\,\|_{p}\leq {\frac {p}{p-1}}\|M_{T}\|_{p}}.
Dabei bezeichnet {\displaystyle \|\cdot \|_{p}} die Lp-Norm. Man beachte, dass {\displaystyle q={\tfrac {p}{p-1}}} die konjugierte reelle Zahl zu {\displaystyle p} ist, d. h., es gilt {\displaystyle {\tfrac {1}{p}}+{\tfrac {1}{q}}=1}. Entsprechend ist der zentrale Beweisschritt die Anwendung der Hölder-Ungleichung.